# Fulvio Colini
Fulvio Colini (Roma, 27 luglio 1957) è un allenatore di calcio a 5 italiano, tecnico del Ecocity Futsal Genzano.

## Carriera

### Allenatore

Colini (seduto, al centro) allenatore della Roma RCB 1999-2000

Ex tennista, inizia la carriera da allenatore nel 1985 quando degli amici lo convinsero ad allenare il Tennis4 squadra che militava nella Serie B Regionale che vinse conseguendo la promozione in A .
Nel 1989 approda al Ladispoli in terza serie e dopo due promozioni raggiunge la serie A dove nel 1994 vince il primo titolo nazionale la Supercoppa.
Seguono due anni ad Augusta e uno alla Lazio prima di sedersi sulla panchina della Roma RCB con la quale vincerà il tricolore nel 2001.
Scende di nuovo di categoria e va al Nepi dove dopo due promozioni consecutive torna in A e vince nel 2005 la sua prima Coppa Italia.
Il tempo di vincere col Perugia la Supercoppa  e l'anno dopo inizia un lustro di successi al Montesilvano portando in bacheca Coppa Italia, scudetto e Coppa UEFA (primo e fino ad ora unico allenatore italiano a riuscirci).
Nell'estate 2011 non rinnova il contratto con gli abruzzesi, rimanendo senza squadra fino al dicembre successivo quando assume la guida del Kaos Futsal in vece del dimissionario Velimir Andrejić. Al termine della stagione la formazione bolognese retrocederà in Serie A2.
Il 26 giugno 2012 viene ufficializzato dalla Luparense come allenatore per le due stagioni seguenti.
Dopo un biennio sulla panchina dei lupi, impreziosito dalla vittoria di uno scudetto, una Coppa Italia e due Supercoppe, dalla stagione 2014-15 assume la guida tecnica del Pescara, con l'obiettivo di piazzare la squadra adriatica subito alle spalle delle migliori del campionato; sorprendentemente la squadra bianco-azzurra va ben oltre le attese e riesce a vincere il suo primo storico scudetto. Le due stagioni successive sulla panchina dei delfini conquista entrambe le Coppe Italia e le Supercoppe. Le strade di Colini e del Pescara si separano dopo poco più di 3 anni, il 9 novembre 2017, quando viene sostituito da Mario Patriarca.
Dopo 6 mesi di inattività, il 18 maggio 2018 è nominato tecnico delL'Italservice Pesaro con cui perde la finale della Coppa della Divisione ma vince la finale play-off in gara-5 contro l'Acqua e Sapone Calcio a 5.
Dopo 5 stagioni all'Italservice Pesaro, costellate di successi ma culminate nello scontro playout per non retrocedere, viene esonerato dalla società di Pizza alla vigilia dell'importante sfida salvezza, a causa delle voci di mercato che lo volevano alla guida della Feldi Eboli nel futuro prossimo.
Il 1 luglio 2023 viene annunciato il suo ingaggio alla guida del Napoli Futsal. Il 24 marzo 2024 conquista il primo trofeo con i partenopei, la Coppa Italia di Serie A, nella Final Four disputata a Policoro.

## Palmarès

### Club

#### Competizioni nazionali
- Campionato italiano: 7 (record)

Roma RCB: 2000-01
Montesilvano: 2009-10
Luparense: 2013-14
Pescara: 2014-15
Italservice: 2018-19, 2020-21, 2021-22
- Coppa Italia: 8 (record)

Nepi: 2004-05
Montesilvano: 2006-07
Luparense: 2012-13
Pescara: 2015-16, 2016-17
Italservice: 2020-21, 2021-22
Napoli: 2023-24
- Supercoppa italiana: 9 (record)

Ladispoli: 1994
Perugia: 2005
Luparense: 2012, 2013
Pescara: 2015, 2016
Italservice: 2019, 2021, 2022

#### Competizioni internazionali
- Coppa UEFA: 1 (record italiano)

Montesilvano: 2010-11

### Individuale
- Futsal Awards: 1

2011
- Panchina d'oro calcio a 5: 3

2018-2019, 2019-2020, 2021-2022